# Селище (Волосовский район)
Се́лище — деревня в Рабитицком сельском поселении Волосовского района Ленинградской области.

## История
Впервые упоминается в Писцовой книге Водской пятины 1500 года как деревня Сяглицы в Егорьевском Радчинском погосте Копорского уезда.
Затем — как пустошь Säglitzi Ödhe в Радчинском погосте в шведских «Писцовых книгах Ижорской земли» 1618—1623 годов.
На карте Ингерманландии А. И. Бергенгейма, составленной по шведским материалам 1676 года, она обозначена как деревня Siglitsa.
На шведской «Генеральной карте провинции Ингерманландии» 1704 года — как Säglitsa.
Как деревня Зяглица она обозначена на «Географическом чертеже Ижорской земли» Адриана Шонбека 1705 года.
На карте Санкт-Петербургской губернии Ф. Ф. Шуберта 1834 года упоминается как деревня Селище на краю болота «Косая Мшага».

СЕЛИЩЕ — деревня принадлежит Ведомству С.Петербургского окружного управления, число жителей по ревизии: 66 м. п., 68 ж. п. (1838 год)

Деревня Селище обозначена на карте профессора С. С. Куторги 1852 года.

СЕЛИЩЕ — деревня Ведомства государственного имущества, по просёлочной дороге, число дворов — 19, число душ — 54 м. п. (1856 год)

СЕЛИЩЕ — деревня казённая при речке Селиске, по просёлочной дороге из селения Ящеры, число дворов — 13, число жителей: 35 м. п., 60 ж. п. (1862 год)

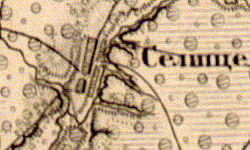
Деревня Селище на карте 1863 года

В конце XIX — начале XX века деревня административно относилась к Сосницкой волости 2-го стана Царскосельского уезда Санкт-Петербургской губернии.
В 1914 году в деревне работала Селищенская земская школа, где учителем служил Степан Митрофанов.
Деревня Селище входила в приход Петропавловской церкви в Грызове.
С 1917 по 1923 год деревня Селище входила в состав Селищенского сельсовета Сосницкой волости Детскосельского уезда.
С 1923 года в составе Троцкого уезда.
Согласно данным переписи населения СССР 1926 года в деревне на хуторах Селище Репольского сельсовета Сосницкой волости проживали 253 человека — все русские.
С 1927 года в составе Волосовского района.
С 1928 года в составе Раковского сельсовета. В 1928 году население деревни Селище составляло 256 человек.
С 1930 года в составе Сосницкого сельсовета.
По данным 1933 года деревня Селище входила в состав Сосницкого сельсовета Волосовского района.

Деревня Селище на карте 1940 года

Согласно топографической карте РККА 1940 года деревня насчитывала 46 дворов.
Деревня была освобождена от немецко-фашистских оккупантов 5 февраля 1944 года.
В конце 1940-х годов в деревню была проведена ветка Репольской УЖД.
С 1963 года в составе Кингисеппского района.
С 1965 года вновь в составе Волосовского района. В 1965 году население деревни Селище составляло 90 человек.
По данным 1966 и 1973 годов деревня Селище также находилась в составе Сосницкого сельсовета.
По данным 1990 года деревня Селище находилась в составе Изварского сельсовета.
В 1997 году в деревне Селище проживали 4 человека, деревня относилась к Изварской волости, в 2002 году — 6 человек (все русские), в 2007 году — 1 человек.
В мае 2019 года Изварское сельское поселение вошло в состав в Рабитицкого сельского поселения.

## География
Деревня расположена в юго-восточной части района к югу от автодороги 41К-013 (Жабино — Вересть).
Расстояние до административного центра поселения — 16 км.
Расстояние до ближайшей железнодорожной станции Волосово — 30 км. 
Деревня находится на реке Селиска.

## Демография
| 1862 | 2002 | 2007 | 2010 | 2017 |
| ---- | ---- | ---- | ---- | ---- |
| 95   | ↘6   | ↘1   | →1   | ↗4   |

### Национальный состав
Согласно данным Всероссийской переписи населения 2021 года в деревне проживали 3 человека, все русские.